# Фонд защиты детей
Фонд защиты детей (англ. Children's Defense Fund, CDF) — американская некоммерческая организация, базирующаяся в Вашингтоне, округ Колумбия, которая занимается защитой прав детей и исследованиями. Фонд был основан в 1973 году Мэриан Райт Эдельман.

## История
CDF был основан в 1973 году, вдохновлённый Движением за гражданские права, с целью улучшения федеральной политики в отношении системы защиты детей и государственного образования.
Штаб-квартира CDF находится в Вашингтоне, округ Колумбия, и имеет офисы в нескольких штатах по всей стране: Калифорния, Миннесота, Нью-Йорк, Огайо, Миссисипи, Южная Каролина, Теннесси и Техас. Программы CDF действуют в 28 штатах.

## Деятельность
С момента своего основания CDF лоббировал принятие законодательства, связанного с его целями, включая Закон об образовании для всех детей-инвалидов в 1975 году (теперь известный как Закон об образовании для лиц с ограниченными возможностями) и Закон о помощи в усыновлении и защите детей в 1980 году. Его законодательные интересы также включали Head Start, Medicaid, Программу медицинского страхования детей (CHIP) и Налоговый кредит на доход ребенка.
CDF провёл несколько кампаний по повышению осведомлённости общественности, в том числе Кампанию по предотвращению подростковой беременности в 1986 году, кампанию по предотвращению насилия с применением огнестрельного оружия и борьбу с детской бедностью.
Программы CDF включают современную программу Freedom Schools, запущенную в 1993 году для обогащения детей с помощью чтения, программу Beat the Odds, запущенную в 1990 году, в рамках которой проводятся информационные мероприятия и присуждаются частичные стипендии колледжа.
В последние годы фонды CDF подготовили многочисленные отчёты о защите прав детей. Эти отчёты варьируются по тематике: от искоренения детской бедности и количества заключённых меньшинств до безопасного обращения с оружием для детей.
В 2008 году CDF был среди благотворительных организаций, получающих пожертвования от телевизионного мероприятия по сбору средств «Idol Gives Back».
Многие известные люди принимали активное участие в деятельности Фонда. Риз Уизерспун входила в совет директоров. Джей Джей Абрамс в прошлом финансировал CDF Freedom Schools.
2 сентября 2020 года CDF объявил о назначении преподобного доктора Старски Уилсона вместо Мэриан Райт Эдельман на посту генерального директора. Уилсон начал свою работу на посту президента и генерального директора в декабре 2020 года.